# Rayo Vallecano
Rayo Vallecano de Madrid S.A.D., poznat kao i Rayo je španjolski nogometni klub iz Madrida. Klub je osnovan 29. ožujka 1924. i trenutačno nastupa u prvoj Španjolskoj ligi La Liga. Svoje utakmice igra na Estadio de Vallecasu, koji može primiti malo manje od 15.000 gledatelja. Klub je nastupao u Kupu UEFA u sezoni 2001./02. Prošli su do četvrtfinala gdje su ispali od Alavésa ukupnim rezultatom 4:2.

## Poznati nogometaši
- Hugo Sánchez
- Laurie Cunningham
- Elvir Bolić
- Álvaro Negredo
- Fernando Morena

## Vanjske poveznice
- Službene stranice (šp.)
- Futbolme team profile (šp.)
- Rayo Herald – Updated club info  Arhivirana inačica izvorne stranice od 16. lipnja 2020. (Wayback Machine) (šp.)

| La Liga 2024./25. | La Liga 2024./25. |
| --- | ----------------- |
| |                   |
| Alavés • Athletic Bilbao • Atlético Madrid • Barcelona • Celta de Vigo • Espanyol • Getafe • Girona • Las Palmas • Leganés • Mallorca • Osasuna • Rayo Vallecano • Real Betis • Real Madrid • Real Sociedad • Sevilla • Valencia • Valladolid • Villarreal |                   |

| La Liga 2024./25. | La Liga 2024./25. |
| --- | ----------------- |
| |                   |
| Alavés • Athletic Bilbao • Atlético Madrid • Barcelona • Celta de Vigo • Espanyol • Getafe • Girona • Las Palmas • Leganés • Mallorca • Osasuna • Rayo Vallecano • Real Betis • Real Madrid • Real Sociedad • Sevilla • Valencia • Valladolid • Villarreal |                   |